# Giovanni V di Oldenburg
Giovanni V di Oldenburg e Delmenhorst (conteggiato anche come Giovanni XIV; Oldenburg, 1460 – Oldenburg, 10 febbraio 1526) fu un membro del casato degli Oldenburg e conte regnante di Oldenburg e Delmenhorst dal 1500 al 1526.

## Vita
I suoi genitori erano Gerardo VI, conte di Oldenburg e Adelaide di Tecklenburg. Dopo l'abdicazione di suo padre, Giovanni V prevalse contro i suoi fratelli e divenne Conte di Oldenburg. Nei suoi sforzi per diventare conte regnante Giovanni invase il Weser e il Mare del Nord le paludi di Stadland e Butjadingen con mercenari nell'aprile 1499, su entrambi i quali il principe-vescovo di Brema rivendicò la sua signoria, al fine di sottomettere i loro contadini indipendenti. Giovanni aveva assunto parti della Guardia Nera, una truppa di mercenari freelance, comandata da Ulrich von Dornum, che sconfisse i contadini liberi in due battaglie. Già a novembre Magnus I di Sassonia-Lauenburg, allora reggente del Land Hadeln, ingaggiò la Guardia Nera, troppo costosa per Giovanni, in modo da conquistare il Land Wursten.
Giovanni V morì nel 1526. Dopo la sua morte, i suoi quattro figli maschi Giovanni VI, Giorgio, Cristoforo, e Antonio I regnarono congiuntamente.

## Matrimonio e figli
Sposò Anna of Anhalt-Zerbst, figlia di Giorgio I di Anhalt-Zerbst. I loro figli furono:
- Giovanni VI, conte di Oldenburg (1500-1548)
- Anna di Oldenburg (1501-1575), sposò nel 1530 il conte Enno II della Frisia orientale
- Giorgio, conte di Oldenburg (1503-1551)
- Cristoforo, conte di Oldenburg (1504-1566)
- Antonio I, conte di Oldenburg (1505-1573)
- Maurizio di Oldenburg[3][4]
- Margarita di Oldenburg[5][6]

## Ascendenza
|                           |   |                               | Genitori |  |  | Nonni |  |  | Bisnonni                 |  |  | Trisnonni              |  |
|                           |   |                               |          |  |  |       |  |  | Cristiano V di Oldenburg |  |  | Corrado I di Oldenburg |  |
|                           |   |                               |          |  |  |       |  |  | Cristiano V di Oldenburg |  |  | Corrado I di Oldenburg |  |
|                           |   | Ingeborg di Holstein-Plön     |          |  |  |       |  |  | Cristiano V di Oldenburg |  |  |                        |  |
| Dietrich di Oldenburg     |   |                               |          |  |  |       |  |  | Cristiano V di Oldenburg |  |  |                        |  |
|                           |   | Agnese di Hohnstein-Herringen | …        |  |  |       |  |  |                          |  |  |                        |  |
|                           |   | Agnese di Hohnstein-Herringen | …        |  |  |       |  |  |                          |  |  |                        |  |
|                           |   | Agnese di Hohnstein-Herringen | …        |  |  |       |  |  |                          |  |  |                        |  |
| Gerardo VI di Oldenburg   |   | Agnese di Hohnstein-Herringen |          |  |  |       |  |  |                          |  |  |                        |  |
|                           |   | …                             | …        |  |  |       |  |  |                          |  |  |                        |  |
|                           |   | …                             | …        |  |  |       |  |  |                          |  |  |                        |  |
|                           |   | …                             | …        |  |  |       |  |  |                          |  |  |                        |  |
| Edvige di Schauenburg     |   | …                             |          |  |  |       |  |  |                          |  |  |                        |  |
|                           |   | …                             | …        |  |  |       |  |  |                          |  |  |                        |  |
|                           |   | …                             | …        |  |  |       |  |  |                          |  |  |                        |  |
|                           |   | …                             | …        |  |  |       |  |  |                          |  |  |                        |  |
| Giovanni V di Oldenburg   |   | …                             |          |  |  |       |  |  |                          |  |  |                        |  |
|                           | … | …                             |          |  |  |       |  |  |                          |  |  |                        |  |
|                           | … | …                             |          |  |  |       |  |  |                          |  |  |                        |  |
|                           | … | …                             |          |  |  |       |  |  |                          |  |  |                        |  |
| Ottone VII di Tecklenburg | … |                               |          |  |  |       |  |  |                          |  |  |                        |  |
|                           |   | …                             | …        |  |  |       |  |  |                          |  |  |                        |  |
|                           |   | …                             | …        |  |  |       |  |  |                          |  |  |                        |  |
|                           |   | …                             | …        |  |  |       |  |  |                          |  |  |                        |  |
| Adelaide di Tecklenburg   |   | …                             |          |  |  |       |  |  |                          |  |  |                        |  |
|                           |   | …                             | …        |  |  |       |  |  |                          |  |  |                        |  |
|                           |   | …                             | …        |  |  |       |  |  |                          |  |  |                        |  |
|                           |   | …                             | …        |  |  |       |  |  |                          |  |  |                        |  |
| Ermengarda di Hoya        |   | …                             |          |  |  |       |  |  |                          |  |  |                        |  |
|                           |   | …                             | …        |  |  |       |  |  |                          |  |  |                        |  |
|                           |   | …                             | …        |  |  |       |  |  |                          |  |  |                        |  |
|                           |   | …                             | …        |  |  |       |  |  |                          |  |  |                        |  |
|                           |   | …                             |          |  |  |       |  |  |                          |  |  |                        |  |